# Elgin Drda
Elgin Drda (* 8. Dezember 1966 in Linz) ist eine Linzer Verwaltungsjuristin. Sie ist Vizerektorin für Medizin und Dekanin der Medizinischen Fakultät an der Johannes Kepler Universität Linz.

## Leben
Elgin Drda maturierte 1985 am BRG Maderspergerstraße (heute: BRG Landwiedstraße) in Linz. Sie studierte von 1985 bis 1990 Rechtswissenschaften an der Johannes Kepler Universität und promovierte nach dem Doktoratsstudium 1993 zum Doctor iuris mit dem Thema der Dissertation: Die Majestätsbeleidigung in der Ära Kaiser Franz Joseph. Von 1998 bis 2000 absolvierte sie den Universitätslehrgang zur diplomierten Krankenhausbetriebswirtin und akademischen Krankenhausmanagerin an der Wirtschaftsuniversität Wien.
Sie war von 1991 bis 1992 Vertragsassistentin am Institut für österreichische und deutsche Rechtsgeschichte an der Johannes Kepler Universität Linz. Anschließend war Drda bis zum Jahr 2001 als Juristin am Amt der Oberösterreichischen Landesregierung in der Abteilung Landesanstaltendirektion (Zuständigkeit Landeskrankenanstalten) tätig. Von 2002 bis 2004 war sie in der OÖ. Gesundheits- und Spitals-AG (Gespag) Prokuristin und Leiterin der Rechtsabteilung. 2003 übernahm sie zusätzlich die interimistische Leitung der Abteilung Qualitätsmanagement der Gespag. In den Jahren von 2004 bis 2008 war sie Leiterin der Abteilung Soziales am Amt der Oberösterreichischen Landesregierung. Ab 2008 war sie Leiterin der Dienststelle des Büros des Landeshauptmanns Josef Pühringer. 2012 wurde spekuliert, ob Drda in den Vorstand der Gespag wechseln könnte. Sie hat jedoch eine Bewerbung für die Position, aufgrund negativer Berichterstattung in den Medien und um Vorwürfe der Bevorzugung entgegenzutreten, für sich ausgeschlossen.
Ende 2014 übernahm Drda die kaufmännisch-organisatorische Leitung des Kepler-Universitätsklinikums in Linz. Im Herbst 2019 wurde Drda auf Vorschlag des damaligen Rektors Lukas der JKU und nach Anhörung des Senates, vom Universitätsrat zur Vizerektorin für Medizin der Johannes Kepler Universität ernannt.

## Veröffentlichungen (Auswahl)
- gemeinsam mit Gerald Fleicher, Christian Höftberger: Recht für Mediziner: Ein Leitfaden für Studium und Praxis, 2003, WUV Universitätsverlag, Wien, ISBN 3-85114-697-2[10]
- Die Entwicklung der Majestätsbeleidigung in der österreichischen Rechtsgeschichte unter besonderer Berücksichtigung der Ära Kaiser Franz Josephs (1992), ISBN 3-85369-889-1[11]